# Valentin Roudenko
Pour les articles homonymes, voir Roudenko.
Valentin Fiodorovitch Roudenko ou Rudenko est un compositeur de problèmes  d'échecs soviétique puis ukrainien né le 19 février 1938 à Yenakiieve, et mort le 2 avril 2016. Maître international pour la composition échiquéenne depuis 1961 et Grand maître international pour la composition échiquéenne en 1980, il a composé plus de 1 500 problèmes.

## Palmarès
Roudenko est considéré comme le meilleur compositeur soviétique après la mort de Lev Lochinski en 1976.
Il excelle dans tous genres du problème orthodoxe de la composition échiquéenne. Il remporta le championnat d'URSS de la composition échiquéenne en 1971-1972 (sections mat en 2, en 3 coups), 1973-1974 (sections mat en 2, en 3 et en plus de 3 coups) et 1975-1976 (sections mat en 2, en 3 coups), 1979-1980 (dans la section mat en deux coups) et en 1983-1984 (dans la section mat en trois coups).